# Nova União (ЗБМ)
22°56′11″ пд. ш. 43°10′39″ зх. д. / 22.936352° пд. ш. 43.177546° зх. д.
Nova União (дослівно перекладається як Новий Союз) — академія бразильського джіу-джитсу та змішаних бойових мистецтв, розташована у місті Ріо-де-Жанейро, Бразилія. Учні академії беруть участь у змаганнях зі ЗБМ та Джіу-джитсу по всьому світі. Розголос академія отримала у 2008 році, після того як її відомий вихованець Жозе Альдо посів перше місце серед найкращих бійців змішаного стилю у напівлегкій вазі.